# Psalisodes defasciata
Psalisodes defasciata är en fjärilsart som beskrevs av M.Gaede 1928. Psalisodes defasciata ingår i släktet Psalisodes och familjen tandspinnare. Inga underarter finns listade i Catalogue of Life.